# Myrcia anceps
Myrcia anceps là một loài thực vật có hoa trong Họ Đào kim nương. Loài này được (Spreng.) O.Berg mô tả khoa học đầu tiên năm 1857.